# Linnebäck
Linnebäck is een plaats in de gemeente Karlskoga in het landschap Värmland en de provincie Örebro län in Zweden. De plaats heeft 150 inwoners (2005) en een oppervlakte van 33 hectare.